# Caloptilia ovatiella
Caloptilia ovatiella är en fjärilsart som beskrevs av Paul A. Opler 1969. Caloptilia ovatiella ingår i släktet Caloptilia och familjen styltmalar. Inga underarter finns listade i Catalogue of Life.